# Shoeless Joe Jackson
Joseph Jefferson Jackson, (Condado de Pickens, 16 de julho de 1888 – Greenville, 5 de dezembro de 1951), apelidado de Shoeless Joe Jackson, foi um jogador de beisebol estadunidense. Seu apelido se devia a ter retirado os calçados e jogado descalço um determinado jogo.

## Biografia
Considerado um dos maiores atletas de baseball de todos os tempos, foi banido do esporte em 1919 por causa do chamado "Black Sox Scandal". Este episódio se deu quando na final da Série Mundial (world series) de 1919, oito jogadores do Chicago White Sox teriam facilitado a vitória do Cincinnati Reds. Joe Jackson não teria entendido direito e jogou normalmente, porém, foi punido por ter admitido haver recebido dinheiro. Ele detém até hoje a terceira melhor marca de rebatidas da MLB, mas não está no Hall da Fama do esporte.
A vida e o drama de Shoeless Joe foram destaque no filme Field of Dreams (br: Campo dos Sonhos), de 1989. Foi interpretado pelo ator Ray Liotta (destro, enquanto Joe era canhoto). D.B. Sweeney foi outro ator que interpretou o jogador, no filme Eight Men Out (1988).